# Bule

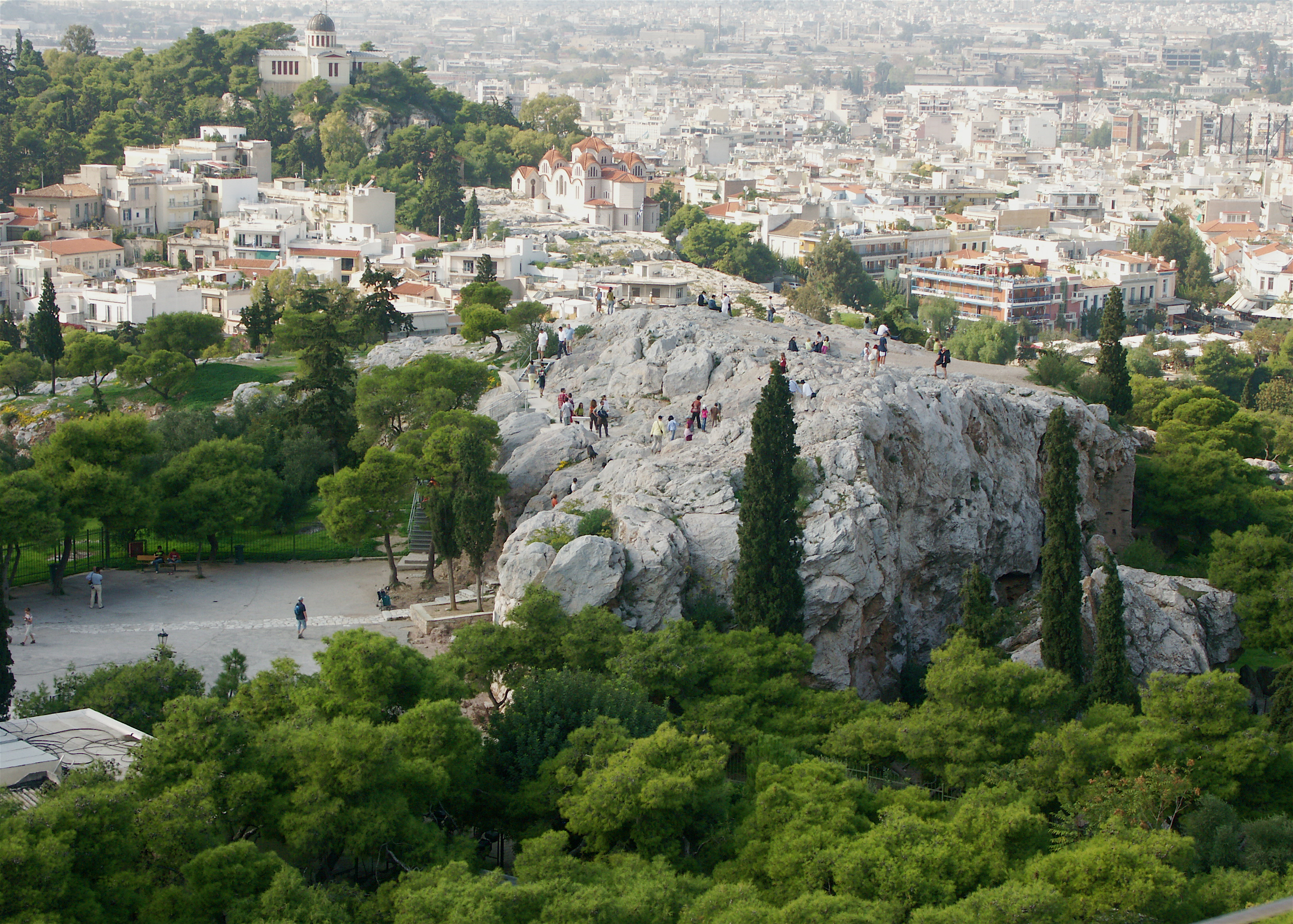
L'Areòpag des de l'Acròpoli d'Atenes

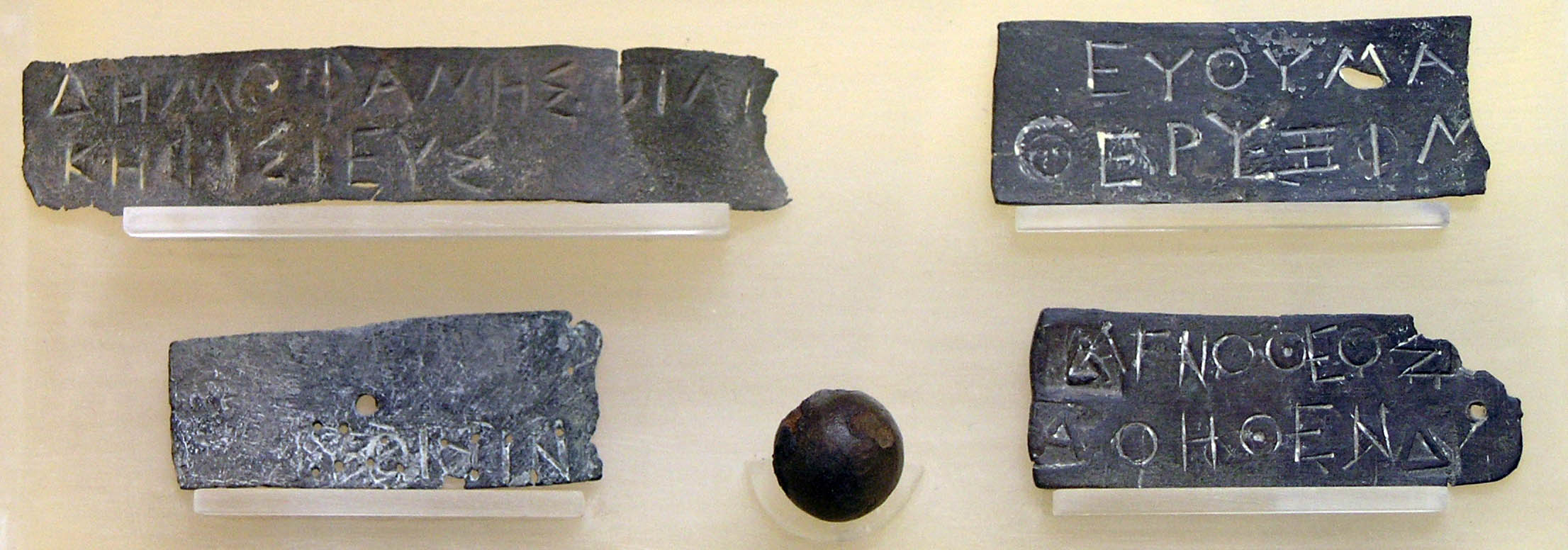
Pínax, tauletes de bronze per a identificar els ciutadans (amb el nom propi, el nom del pare i el demos) de cara al sorteig dels jurats (Museu de l'Àgora d'Atenes)

La Bule (en grec clàssic βουλή boulḗ, consell) fou l'assemblea deliberant o consell a Grècia. Inicialment, un cos aristocràtic, fou obert amb el temps a tots els ciutadans, encara que entre els doris i especialment a Esparta, els hàbits aristocràtics van romandre.
A Atenes hi havia dos consells, l'Areòpag i el Consell o Senat i dels Cinc-cents, el primer nobiliari i el segon popular i la seva creació atribuïda a Soló. Segons Heròdot en temps de Ciló, Atenes era governada pels presidents de la naucrària que eren 48, dotze per cadascuna de les quatre tribus, però després la constitució es va modificar i es va arribar a un consell de 500 membres (abans 400).
Els membres havien de ser ciutadans, de més de trenta anys i sense haver perdut els drets i cobraven una dracma diària. Els 500 membres foren dividits en seccions de 50 membres tots de la mateixa tribu, i coneguts com a prítanis, i subdividits en proedris per grups de 10, cadascun dels quals presidia les sessions per un temps molt curt.
Els acords presos pel senat eren sotmesos al poble que els podia acceptar o rebutjar, però no modificar; cap llei o decisió podia ser sotmesa al poble si no havia estat aprovada pel senat. Per als afers de govern que no eren lleis, el senat tenia tot el poder.
El 306 aC quan Demetri Poliorceta va crear dues noves tribus (demetris i antigonis) el nombre de consellers o pritanes va passar a 600.

## Procediment de votació
Els mecanismes de votació en la Bule d'Atenes o d'altres ciutats no estan clars.
Les votacions de l'Eclèsia sí que semblen documentades. Es feien per aclamació, a mà alçada o, en casos crítics, mitjançant vot secret. Hi ha troballes arqueològiques dels accessoris usats per a votar secretament. En algun cas es tractava d'una mena de tatxes
de bronze.

També hi ha referències pel que fa a les votacions d'ostracisme.

## La Bule en les comèdies gregues
Alguns dels detalls del funcionament (i dels defectes) de la Bule d'Atenes poden llegir-se en algunes de les comèdies d'Aristòfanes.